# Камень-Поморски (гмина)
Камень-Поморски (пол. Kamień Pomorski) — гмина (волость) в Польше, входит как административная единица в Каменьский повет, Западно-Поморское воеводство. Население — 14 496 человек (на 2005 год).